# Barbara Soky
Bara Sokoroma, conocida popularmente como Barbara Soky, es una actriz y excantante nigeriana que saltó a la fama en la telenovela Mirror in the Sun. Después de una pausa reanudó su carrera como actriz, apareciendo en películas de Nollywood y telenovelas.

## Carrera
Su primer papel importante fue como la recepcionista Rosemary Hart en la serie Inside Out de NTA. También participó junto a Adiela Onyedibia en No puedes llevar a tu esposa a Nueva York, una serie sobre un embajador de Nigeria con una esposa analfabeta. Después de que Inside Out terminó, Soky, nativa de Rivers, se mudó a Lagos donde protagonizó la serie Mirror in the Sun de Lola Fani-Kayode. Su actuación de Yinka Fawole, una seductora joven enamorada de dos polos opuestos, la llevó a obtener fama nacional. Formó parte del elenco original de Ripples, como la desafortunada abogada de la ciudad Daphne Wellington-Cole, de 1988 a 1993.
Después de una pausa de 13 años, volvió a actuar con la producción de Amaka Igwe Solitaire como Nkoyo Broderick, una mujer decidida a proteger la riqueza de la familia.

## Premios
En 2013, fue la ganadora en la categoría Mejor Actriz de Reparto en los premios Nollywood Movies Awards por su actuación en la película Bridge of Hope. En 2014 recibió la misma nominación por su papel en la película Brothers Keeper en los Premios de la Academia del Cine Africano.

## Vida personal
Soky tiene una hija llamada Maxine.